# Levir
Levir is een Belgisch blond bier van hoge gisting. Deze tripel, met een alcoholpercentage van 8,4 procent is sinds 2014 te verkrijgen op de Belgische markt.  Het bier wordt gebrouwen door brouwerij Den Buiten bij Brouwerij Deca te Woesten. 

## Ontstaan
Twee schoonbroers, Pieter De Winter en Peter Verlinde, hadden in 2014 het idee om samen een bier te brouwen.  Ze gaven het bier de naam Levir, wat in het Latijn schoonbroers betekent. 